# Tes (distrikt i Mongoliet, Uvs)
Tes (mongoliska: Тэс Сум) är ett distrikt i Mongoliet.   Det ligger i provinsen Uvs, i den nordvästra delen av landet, 1 000 km väster om huvudstaden Ulaanbaatar.